# Krystyna Łada-Studnicka
Krystyna Łada-Studnicka (ur. 16 listopada 1907 w Czeladzi, zm. 14 lipca 1999 w Warszawie) – polska malarka, profesor Państwowej Wyższej Szkoły Sztuk Plastycznych w Gdańsku.

## Życiorys
Urodziła się na osiedlu kopalni „Saturn” w Czeladzi, w rodzinie Stanisława. W latach 1926–1928 studiowała w Wolnej Szkole Malarstwa u J. Fedkowicza. W latach 1928–1929 kontynuowała naukę w krakowskiej Akademii Sztuk Pięknych w pracowni W. Jarockiego, a od 1929 do 1932 w warszawskiej SSP pod kierunkiem F. Kowarskiego. Należała do grupy Pryzmat, z którą wystawiała w latach 1933–1938. Była związana z Instytutem Propagandy Sztuki w Warszawie. Od 1937 przebywała z mężem w Paryżu, gdzie w 1938 odbyła się wystawa Exposition de six peintres polonaise, w której oprócz Łady-Studnickiej i jej męża wystawiali: Hanna Żuławska, Zdzisław Ruszkowski, Wacław Zawadowski, Jacek Żuławski. Po powrocie do kraju do wybuchu II wojny światowej uczyła w organizowanym przez Liceum Krzemienieckie Wakacyjnym Ognisku Rysunkowym w Wiśniowcu.
Podczas okupacji niemieckiej pracowała m.in. w prowadzonej przez Związek Polskich Artystów Plastyków krakowskiej Kawiarni Artystów.
Po wojnie w Sopocie współorganizowała Państwową Wyższą Szkołę Sztuk Plastycznych w Gdańsku. Początkowo prowadziła Pracownię Rysunku Wieczornego, a następnie Pracownię Malarstwa. W 1955 otrzymała tytuł profesora. W 1969 podjęła też pracę pedagogiczną na Wydziale Malarstwa ASP w Warszawie, gdzie przeniosła się w 1970 i pracowała do 1978. Brała udział w wielu wystawach krajowych i zagranicznych, m.in. w Berlinie, Londynie, Paryżu, Moskwie, Wenecji. Uprawiała malarstwo sztalugowe, ścienne i rysunek. Pracowała przy tworzeniu polichromii odbudowywanych kamienic przy ul. Długiej i Długi Targ w Gdańsku oraz na Starym Mieście w Warszawie.

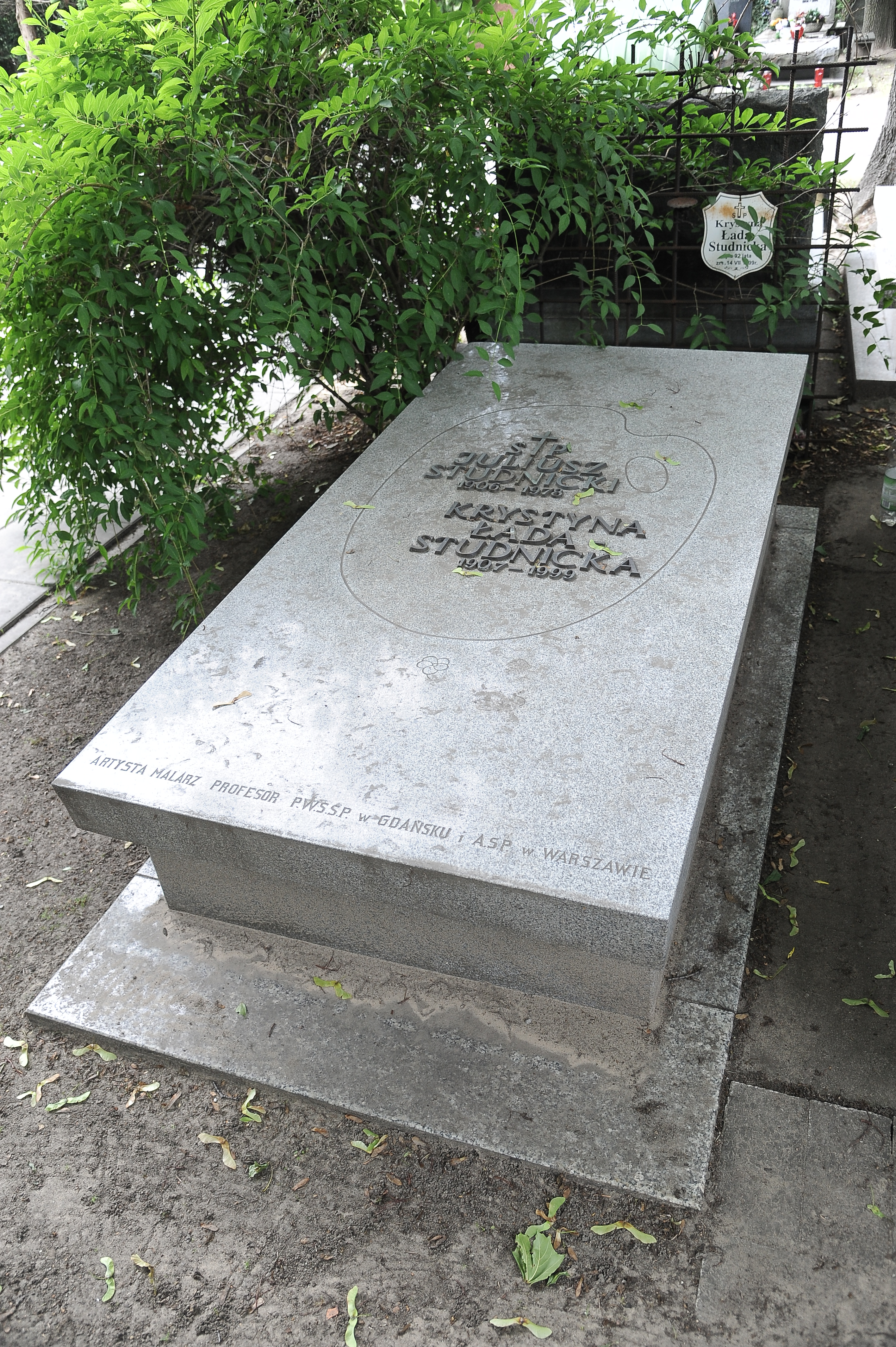
Grób Krystyny Łada-Studnickiej i Juliusza Studnickiego na warszawskim cmentarzu Wojskowym na Powązkach

Od 1936 była żoną malarza Juliusza Studnickiego.
Zmarła w Warszawie, pochowana na cmentarzu Wojskowym na Powązkach (kwatera B35-5-20).

## Ordery i odznaczenia
- Złoty Krzyż Zasługi (15 lipca 1954)[2]

## Nagrody
- Nagroda Prezydenta miasta Gdańska na I Okręgowej wystawie ZPAP (1946)[1]
- Nagroda Państwowa III stopnia (zespołowa) za obraz Pierwszomajowa manifestacja w roku 1905 wystawiony na Ogólnopolskiej Wystawie Plastyki (1952)[5]